# The Hardest Thing
The Hardest Thing је први албум на енглеском, македонског певача Тошета Проеског, објављен постхумно. Објављен је 25. јануара 2009. године у свим бившим југословенским државама. Након тога планирано је да албум буде издат на западноевропском тржишту. Албум је штампан у тиражу од 120.000 примерака за потребе тржишта бивше Југославије.
Први сингл са овог албума, The Hardest Thing, објављен је 1. јуна 2008. године на каналу MTV Adria. У емисији ове телевизије, Adria Top 20, достигао је прво место. Песма је постигла велики успех у Србији, Хрватској и Македонији.
Други сингл, My Little One, дует је са Тошетовим сестрићем Кристијаном. Сингл је објављен крајем 2008. године.

## Историја
Тоше је свој албум првенац на енглеском спремао током 2006. и 2007. године. Албум је сниман у Ирској, Шведској, Енглеској и на Јамајци. Нажалост, Тоше је изгубио живот 16. октобра 2007. године у саобраћајној несрећи и није дочео излазак свог албума првенца на енглеском. Након тога, пронађен је одређен број песама које је Тоше снимио али нису биле објављене. Ипак, Тошетов првенац на енглеском је објављен захваљујући дискографским кућама са којима је сарађивао за живота. На дан када би Тоше напунио 28 година, објављен је албум са 10 претходно снимљених песама. На албуму се налазе 2 дуета, са Италијанком Ђаном Нанини и Тошетовим сестрићем Кристијаном. 2 песме је на италијанском, а 8 песама су на енглеском. Списак песама са албума потврђен је тек на дан његовог физичког издавања. Пре тога, шпекулисало се о песмама које ће бити објављене. Песме Out Of Control и Hold Me Tight нису објављене, иако их је Тоше снимио за живота.

## Списак песама
| #   | Назив | Трајање |
| --- | ----- | ------- |
| 1.  |       | 04:19   |
| 2.  |       | 03:48   |
| 3.  |       | 03:28   |
| 4.  |       | 03:52   |
| 5.  |       | 04:29   |
| 6.  |       | 04:03   |
| 7.  |       | 04:51   |
| 8.  |       | 03:55   |
| 9.  |       | 04:52   |
| 10. |       | 04:14   |